# Борисоглєбське (аеродром)
Борисоглєбське (рос. Борисоглебское, рос. аэродром КАПО) — аеродром Казанського авіаційного заводу в Казані, Татарстан.

## Історія
В 1932 було прийнято рішення про будівництво в Казані авіабудівного заводу, в цьому ж році воно і розпочалось. Будівництво аеродрому для заводу почалось в 1934, спочатку він мав ґрунтову злітно-посадкову смугу.
У 2012 закінчилась реконструкція аеродрому, включаючи ЗПС.

## Катастрофи та інциденти
23 березня 1968 року під час виконання випробувального польоту заводського бомбардувальника Ту-22УБ відбулось руйнування у повітрі конструкції літака. Літак впав, екіпаж загинув.